# 타이츠

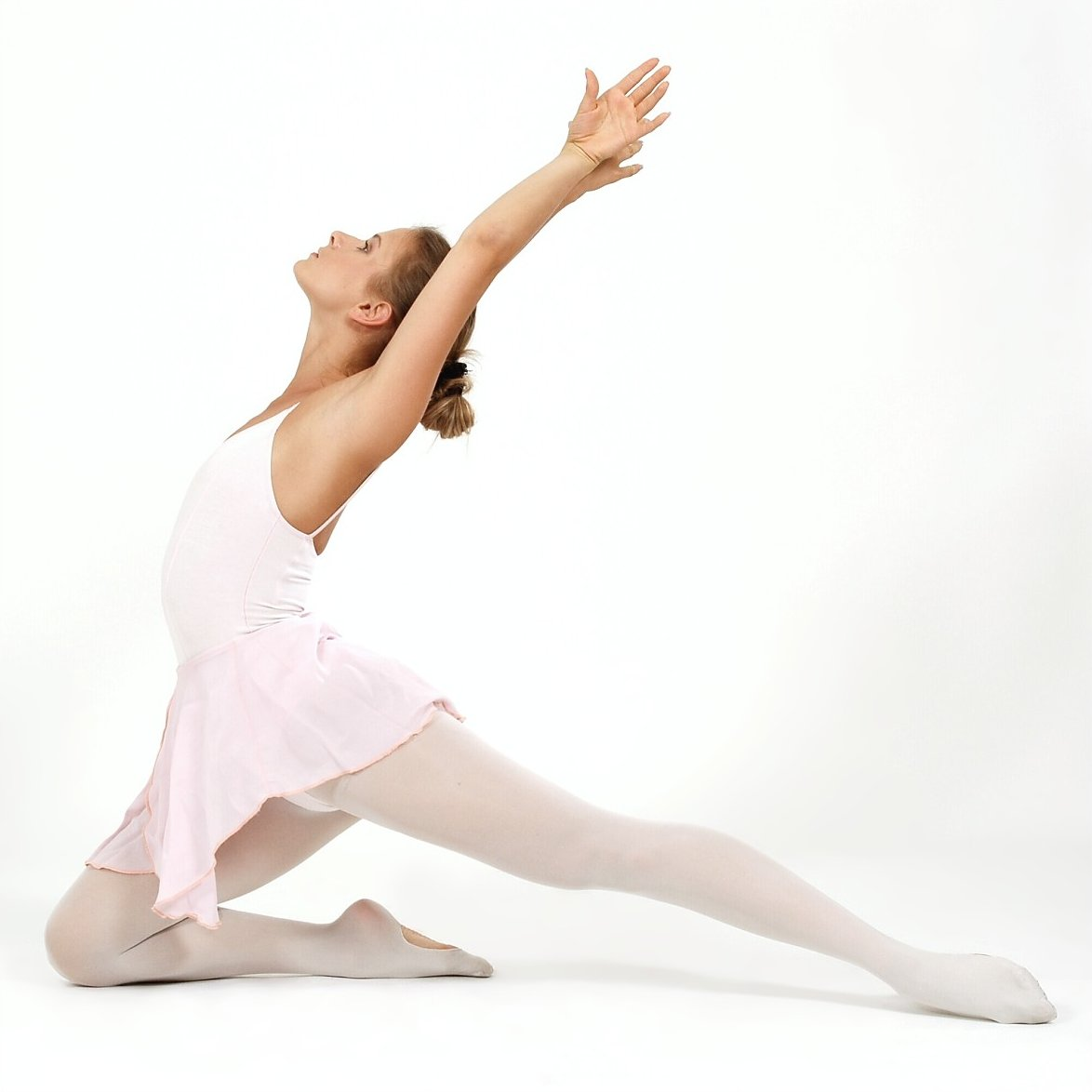
은색 타이츠를 착용한 발레리나

타이츠(영어: Tights)는 허리부터 발까지 착 달라붙는 스타킹 모양의 긴 바지이다. 주로 유럽 지역에서 타이츠라고 부른다. 일반적으로 여성들이 착용하지만, 남성용 타이츠도 일부 존재한다.

## 같이 보기
- 팬티 스타킹